# Proton (Softwarehersteller)
Proton AG ist ein Schweizer Technologieunternehmen, das auf den Schutz der Privatsphäre ausgerichtete Online-Dienste und hierzu quelloffene Software anbietet.
Es wurde 2014 von einer Gruppe von Wissenschaftlern gegründet, die sich im CERN trafen und Proton Mail ins Leben riefen. Seit Juni 2024 ist der größte Anteilseigner der Proton AG die gemeinnützige Stiftung „Proton Foundation“.
Der Hauptsitz von Proton befindet sich in Plan-les-Ouates bei Genf.
Die Produkte des Unternehmens sind Proton Mail, Proton Calendar, Proton Drive, Proton Docs, Proton VPN, Proton Pass, Proton Wallet, SimpleLogin, Standard Notes und Lumo.

## Geschichte
Proton Mail wurde am 16. Mai 2014 von einer Gruppe von Wissenschaftlern, die sich im CERN trafen, als öffentliche Beta-Version gestartet. Das Unternehmen wurde zunächst über ein Community-Crowdfunding finanziert und im Juli 2014 als Proton Technologies AG gegründet. Im Juni 2017 brachte das Unternehmen sein zweites Produkt Proton VPN auf den Markt.
Am 8. April 2022 übernahm Proton das französische Startup-Unternehmen SimpleLogin.
Am 14. April 2022 kürzte Proton Technologies AG seinen Namen im Rahmen der Vereinheitlichung des Markenauftritts auf Proton AG.
Am 25. Mai 2022 vereinheitlichte die Proton AG ihre Produkte unter einem einzigen Abonnement. Die Benutzeroberflächen und Logos für die Dienste wurden ebenfalls überarbeitet, um ein einheitlicheres Design zu erhalten.
Am 12. April 2024 übernahm Proton Standard Notes.
Protons Gründer Yen gab am 17. Juni 2024 bekannt, dass er, Jason Stockman und Dingchao Lu der gemeinnützigen Stiftung „Proton Foundation“ Aktien übertragen und so zum grössten Anteilseigner der Proton AG gemacht haben. Dem Stiftungsrat gehören aktuell Yen und Lu, sowie Antonio Gambardella, Carissa Véliz und Sir Tim Berners-Lee an.
Am 23. Juli 2025 veröffentlichte Proton den KI-Chatbot Lumo. Das Unternehmen erklärte damit seine Abkehr vom Betrieb der technischen Infrastruktur in der Schweiz und den Beginn von Investitionen im Wert von über 100 Millionen Euro in die Europäische Union.

## Produkte

### Proton Mail
Proton Mail ist ein Ende-zu-Ende-verschlüsselter E-Mail-Dienst und das erste Produkt, das von Proton entwickelt und veröffentlicht wurde.

### Proton Calendar
Proton Calendar ist eine sichere Kalender-App, die dabei hilft, den eigenen Terminplan zu schützen. Sie nutzt Ende-zu-Ende-Verschlüsselung, um die eigenen Termine zu sichern, und Zero-Knowledge-Verschlüsselung für Termine von Personen, die andere Kalender verwenden. Die App bietet auch eine Reihe von Funktionen, um den eigenen Terminplan zu verwalten, darunter die Möglichkeit, Termine hinzuzufügen, Einladungen zu bearbeiten und Erinnerungen zu setzen. Sie kann auch in Verbindung mit Proton Mail verwendet werden, um sichere Einladungen zu versenden. Proton Calendar ist kostenlos verfügbar.

### Proton Drive
Proton Drive ist ein Cloud-Speicherdienst, der zunächst noch ohne Bearbeitungsfunktion und Synchronisation mit einem Endgerät angeboten wurde. Der Service ging 2022 ans Netz. Seit 2024 sind auch Dokumentbearbeitungen und Zugangsmanagement enthalten.

### Proton Docs
Anfang Juli 2024 veröffentlichte Proton in Zusammenarbeit mit dem Team von Standard Notes einen Ende-zu-Ende-verschlüsselten, kollaborativen Dokumenten-Editor namens Proton Docs. Es ist in Proton Drive integriert.

### Proton VPN
Proton VPN ist ein VPN-Dienst, der es den Nutzern ermöglicht, ihre Internetverbindung zu sichern und zu verschlüsseln, indem sie ihren Internetverkehr über einen von Proton betriebenen Server umleiten. Dadurch können Nutzer ihre Privatsphäre schützen, indem sie ihre IP-Adresse verbergen und verhindern, dass ihr Internetverkehr von Hackern, Regierungen und Internetdienstanbietern überwacht wird. ProtonVPN bietet auch Zugang zu gesperrten Inhalten und kann auf mehreren Geräten gleichzeitig genutzt werden.

### Proton Pass

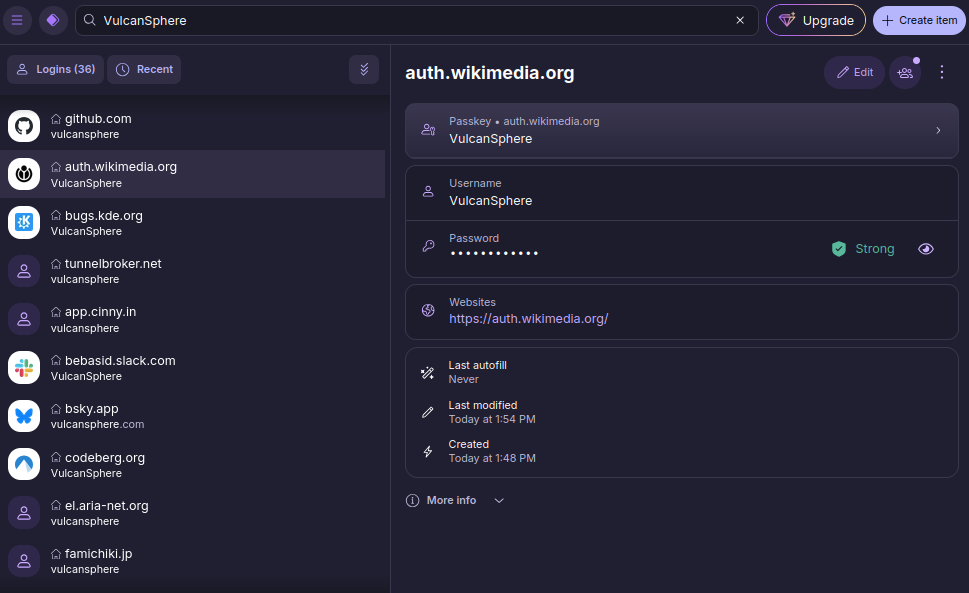
Proton Pass

Proton Pass ist ein digitaler Passwortmanager, der im Sommer 2023 veröffentlicht wurde. Der Dienst nutzt eine vollständige Ende-zu-Ende-Verschlüsselung und ist quelloffen.

### Proton Authenticator
Obwohl Proton Pass bereits die Funktion besitzt, Codes zur Zwei-Faktor-Authentisierung (2FA) zu verwalten, veröffentlichte Proton am 31. Juli 2025 mit Proton Authenticator eine eigenständige 2FA-Anwendung. Sie ist werbefrei, bietet eine Synchronisierung mit Ende-zu-Ende-Verschlüsselung und ist im Gegensatz zu Alternativen wie Google Authenticator quelloffen und auch für die Desktop-Betriebsysteme Windows, MacOS und Linux verfügbar.

### Proton Wallet
Proton Wallet ist eine Open Source Wallet für Kryptowährungen mit Ende-zu-Ende-Verschlüsselung. Sie befindet sich seit Juli 2024 im Early Access.

### SimpleLogin
SimpleLogin ist ein Open-Source-Dienst, der es Benutzern ermöglicht, E-Mail-Aliase zu verwenden, um ihre Privatsphäre online zu schützen und ihren Hauptposteingang vor Spam- und Phishing-Angriffen zu bewahren. Der Dienst ermöglicht es den Benutzern, mehrere E-Mail-Aliase zu erstellen und zu verwenden, um E-Mails anonym zu empfangen und E-Mails von ihren Aliasen zu senden. SimpleLogin bietet auch zusätzliche Sicherheitsfunktionen wie PGP-Verschlüsselung und Zwei-Faktor-Authentifizierung. Der Dienst ist vollständig quelloffen und kann auf verschiedenen Plattformen wie dem Web, mobilen Apps und Browser-Erweiterungen verwendet werden.
SimpleLogin wurde Anfang 2022 von Proton übernommen. Die Funktionalität von SimpleLogin soll in Proton Mail integriert werden, sodass die Proton-Community ihre E-Mail-Adressen mit SimpleLogin verstecken kann. SimpleLogin wird weiterhin als eigenständiger Dienst funktionieren, und das SimpleLogin-Team wird weiterhin neue Funktionen und Funktionalität hinzufügen.

### Standard Notes
Am 10. April 2024 gab Proton bekannt, das Unternehmen Standard Notes Ltd. übernommen zu haben, das die verschlüsselte Notiz-Anwendung Standard Notes betreibt. Die Pläne sähen vor, das Produkt näher in das Proton-Portfolio zu integrieren, aber ihm gleichzeitig treu zu bleiben und die bisherigen Kunden und ihre Abonnements zu respektieren.

### Lumo
Am 23. Juli 2025 stellte Proton den KI-Chatbot Lumo vor, der sowohl in einer kostenlosen, eingeschränkten Version als auch in einer kostenpflichtigen Vollversion verfügbar ist und auf den Sprachmodellen Nemo, OpenHands 32B, OLMO 2 32B und Mistral Small 3 basiert. Im Unterschied zu vielen Wettbewerbern soll der Dienst in europäischen Rechenzentren betrieben werden, keine Nutzerdaten für das Training nutzen, alle Chats verschlüsseln und Open Source veröffentlicht werden.

## Grundprinzipien
Das Unternehmen legt besonderen Wert auf den Datenschutz und den Schutz der Privatsphäre. Hierzu werden über alle Dienste hinweg bewährte Verschlüsselungstechnologien eingesetzt, um es den Nutzern zu ermöglichen, auch ohne Vorkenntnisse ihr digitales Leben besser zu schützen. Proton hat sich das Ziel gesetzt, ein freies, sicheres und zensurfreies Internet voranzutreiben.

## Standort und Sicherheit
Sowohl Proton Mail als auch Proton VPN sind in der Schweiz angesiedelt, um jegliche Überwachung oder Informationsanfragen von Ländern zu vermeiden, die unter die Vierzehn Augen und/oder unter staatliche Überwachungsgesetze wie den U.S. Patriot Act oder ausserhalb des gesetzlichen Rahmens fallen. Sie sind auch in der Schweiz ansässig, weil dort strenge Datenschutzgesetze gelten. Im Juli 2025 kündigte Proton aufgrund erwägter Verschärfungen der Schweizer Überwachungsgesetze an, ihre physische Infrastruktur zunehmend in die Europäische Union zu verlagern.

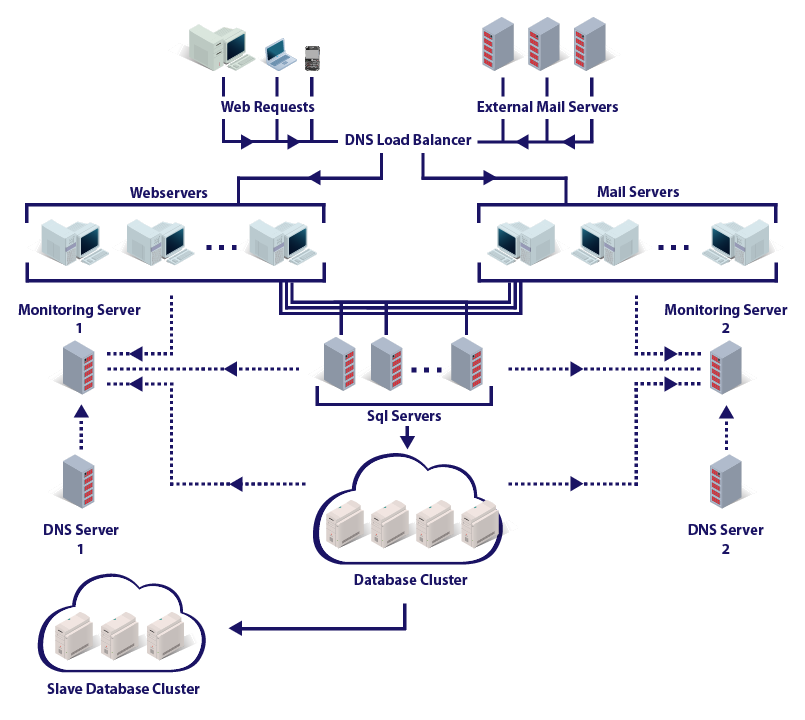
Architektur eines Proton Mail-Rechenzentrums

Proton Mail verwaltet und besitzt seine eigene Server-Hardware und sein eigenes Netzwerk, um die Inanspruchnahme eines Dritten zu vermeiden. Er verwaltet zwei Rechenzentren, eines in Lausanne und ein weiteres als Backup in Attinghausen (im ehemaligen K7-Militärbunker unter 1000 Metern Granitfelsen). Da sich die Datenzentren in der Schweiz befinden, fallen sie rechtlich nicht unter die Gerichtsbarkeit der USA und der EU. Nach Schweizer Recht müssen alle Überwachungsanfragen aus dem Ausland über ein Schweizer Gericht laufen und unterliegen internationalen Verträgen. Potenzielle Überwachungsziele werden umgehend benachrichtigt und können die Anfrage vor Gericht anfechten. Auf Anordnung Schweizer Gerichte hat Proton aber schon Nutzerdaten wie IP-Adressen ohne Information der Betroffenen an Behörden herausgegeben.
In einem Reuters-Interview mit dem UN-Ermittler Nicholas Koumjian wurde Proton Mail als mögliches sicheres Kommunikationsmittel zur Übermittlung von Beweisen für Menschenrechtsverletzungen in Myanmar empfohlen.
Jedes Rechenzentrum verfügt über einen Lastausgleich zwischen Web-, Mail- und SQL-Servern, eine redundante Stromversorgung, Festplatten mit vollständiger Festplattenverschlüsselung und die ausschliessliche Verwendung von Linux und anderer Open-Source-Software. Im Dezember 2014 trat Proton Mail dem RIPE NCC bei, um eine direktere Kontrolle über die umgebende Internet-Infrastruktur zu erhalten.

## Finanzierung
Proton wurde ursprünglich durch Crowdfunding und jetzt durch bezahlte Abonnements für seine Dienste finanziert, wird aber auch teilweise von FONGIT ("Fondation Genevoise pour l'Innovation Technologique", auf Deutsch „Genfer Stiftung für technologische Innovation“) finanziert; einem Inkubator in Form einer privaten, nicht profitorientierten Stiftung.
Im März 2021 bestätigte Proton, dass die von Charles Rivers Ventures gehaltenen Anteile auf FONGIT übertragen wurden.